# Abraão ibne Daúde
Abraão ibne Daúde ou Abraão ibne Davi (português brasileiro) ou David (português europeu) (Córdova, 1110 — Toledo, 1180) foi um historiador e filósofo andalusino.